# Amanda Brown
Amanda Claire Brown (Montréal, 1º dicembre 1984) è un'ex cestista canadese.

## Carriera
È stata selezionata dalle Los Angeles Sparks al terzo giro del Draft WNBA 2007 (38ª scelta assoluta).
Con il Canada ha disputato i Campionati mondiali del 2006 e due edizioni dei Campionati americani (2005, 2007).